# Upprop

Med ett upprop avser man dela in en mängd i två grupper: Närvarande eller frånvarande.

Upprop är ett sätt att undersöka närvaro och frånvaro bland människor i en grupp.
Den undersökta gruppen dikotomiseras till två mängder. Gruppen delas upp i två delar:
- De som är närvarande
- De som är frånvarande

Systemet är vanligt exempelvis i skolor, fängelser och vid vissa formella möten där namn ifrån en lista läses upp högt och de deltagande bekräftar sin närvaro när deras namn läses upp.
I skolan kallas ibland läsårets första dag för upprop.

## Offentliga namninsamlingar och manifestationer
Ofta kallas offentliga namninsamlingar, eller appeller, eller uppmaningar till manifestationer, för "upprop". De kan presenteras i formen av ett öppet brev. I kvällspress kallas det ibland för ett "uppror" även i de fall då publiceringen av insamlade namn spelar en betydande roll.
När det är fråga om den typen av deltagande kan ordet "upprop" i många fall vara missvisande eftersom det inte är frågan om att tillförlitligt dikotomisera en grupp. Ett uteblivet deltagande behöver inte för den sakens skull betyda att någon är emot ställningstagandet. Det kan istället bero på att en person håller med bara i vissa delar, men inte alla delar. Det kan också bero på att personen inte har blivit tillfrågad att delta eller har nekats att delta. Att ställa någon tillsvars för ett uteblivet deltagande i ett sådant "upprop" är ett argumentationsfel som kallas falsk dikotomi.
Några uppmärksammade offentliga upprop:
- Påskuppropet, våren 2005 i Sverige
- "Upprop mot gatuvåld" (Stoppa gatuvåldet), hösten 2007 i Sverige
- "Upprop för olydnad", sommaren 2011 i tyskspråkiga delar av Europa
- Författaruppropet inför Bokmässan 2017 i Sverige[1]
- Tjänstemannauppropet 2018 i Sverige[2][3]
- 87 influencers upprop för klimatet januari 2019 i Sverige[4][5]
- Uppropet "Vems SR?" på Sveriges Radio 2020 i Sverige[6][7]
- Uppropet "Stoppa det brutala våldet mot Gaza", i oktober 2023[8] efter Hamas attack mot Israel i oktober 2023. Uppropet kritiserades av ordföranden för Judiska centralrådet men när SVT sökte flera av undertecknarna ville ingen bemöta kritiken.[9]
- Uppropet #Vikräver efter Hamas attack mot Israel i oktober 2023.[10] Uppropet nämnde inte massakern mot israeler, men kritiserade Israel.[11]